# Col du Pourtalet
Der Col du Pourtalet oder Col de Portalet (spanisch Puerto de Portalet d'Aneu) ist ein 1794 m hoher Gebirgspass in den Pyrenäen. Er verbindet die spanische Gemeinde Biescas im Süden mit der französischen Gemeinde Laruns im Norden. Der Pass ist gewöhnlich ganzjährig geöffnet und wird nur nach starken Schneefällen für einige Tage gesperrt.

## Auffahrten
Die Nordauffahrt auf der französischen Seite beginnt in Laruns und führt über 28,4 Kilometer durch das Val d’Ossau. Im Schnitt liegt die Steigung bei 4,5 %, wobei die höchsten Steigungsprozente im letzten Drittel des Passes erreicht werden. Die erste Hälfte des Anstiegs verläuft bei moderater Steigung auf geraden Straßen entlang des Gave d’Ossau in bewaldetem Gebiet. Im Anschluss folgen drei Kilometer bei rund 7 %, ehe beim Lac de Fabrèges ein rund vier Kilometer langes Flachstück folgt. Auf den letzten acht Kilometern nehmen die Steigungsprozente wieder zu und es werden erneut Kilometerschnitte von 7 % erreicht. Die letzten drei Kilometer des Passes befinden sich über der Baumgrenze.
Die spanische Südauffahrt beginnt in Biescas und weist auf einer Länge von 27,1 Kilometern eine durchschnittliche Steigung von 3,4 % auf. Die breite Straße beginnt mit moderaten Steigungsprozenten, ehe vor dem Embalse de Búbal Kilometerschnitte von über 6 % erreicht werden. Entlang des Stausees verläuft nun ein sechs Kilometer langes Flachstück, das nach Escarrilla führt. Auf den letzten 15 Kilometern wechseln sich flachere mit steileren Kilometern ab, wobei die Kilometerschnitte nie über 6,5 % betragen. Kurz vor Formigal, rund sechs Kilometer vor der Passhöhe, wird ein weiteres Flachstück erreicht. Zugleich wird die Baumgrenze überquert.

## Geschichte
Der Col du Pourtalet verbindet das Valle de Tena im Süden mit dem Val d’Ossau im Norden und wird wahrscheinlich schon seit der Jungsteinzeit von Menschen und ihren Herden genutzt. Im Mittelalter und in der frühen Neuzeit wurde er von Jakobspilgern begangen.

## Radsport
Wegen seiner durchschnittlichen Steigung ist der Pass bei Amateurradfahrern beliebt. Bei den Grand Tours steht der Anstieg jedoch nur selten auf dem Programm.

### Tour de France
Der Col du Portalet stand einmal im Programm der Tour de France. Im Jahr 1991 wurde die spanische Südauffahrt zu Beginn der 13. Etappe befahren, ehe die Strecke über drei weitere Pässe zur Bergankunft in Val Louron führte. Das Feld fuhr geschlossen über den Col du Portalet, wobei sich der Belgier Peter De Clercq die Bergwertung der 1. Kategorie sicherte.
| Jahr | Etappe     | Bergwertung  | Fahrer          | Auffahrt |
| ---- | ---------- | ------------ | --------------- | -------- |
| 1991 | 13. Etappe | 1. Kategorie | Peter De Clercq | Süd      |

### Vuelta a España
Ein Jahr nach der Frankreich-Rundfahrt führte die Vuelta a España erstmals über den Col du Portalet. Der Pass diente auf der 10. Etappe, die zwischen Luz-Saint-Sauveur und Sabiñánigo ausgetragen wurde, als Schlussanstieg, wobei die Passhöhe rund 60 Kilometer vor dem Ziel passiert wurde. Die Organisatoren der Spanien-Rundfahrt nutzten die französische Nordauffahrt, die ebenfalls als Bergwertung der 1. Kategorie klassifiziert wurde. Der Kolumbianer Julio César Cadena führte über die Kuppe des Passes und gewann im Anschluss die Etappe. Im Jahr 1995 wurde eine ähnliche Strecke befahren, wobei sich der Lette Pēteris Ugrjumovs die Bergwertung sicherte.
Die nächste Überquerung des Col du Portalet fand im Jahr 2003 auf der 7. Etappe statt, die im Anschluss über den Col d’Aubisque führte und mit einer Bergankunft in Cauterets endete. Erstmals wurde im Rahmen der Vuelta a España die Südauffahrt befahren, die als Anstieg der 2. Kategorie klassifiziert wurde.
Im Jahr 2023 bildete der Col du Portalet den Auftakt der 13. Etappe, die mit einer Bergankunft auf dem Col du Tourmalet endete. Da der Start in Formigal, rund vier Kilometer unterhalb der Passhöhe erfolgte, wurde auf der Kuppe nur eine Bergwertung der 3. Kategorie abgenommen, die sich der Franzose Romain Bardet sicherte.
| Jahr | Etappe     | Bergwertung  | Fahrer             | Auffahrt |
| ---- | ---------- | ------------ | ------------------ | -------- |
| 1992 | 10. Etappe | 1. Kategorie | Julio César Cadena | Nord     |
| 1995 | 18. Etappe | 1. Kategorie | Pēteris Ugrjumovs  | Nord     |
| 2003 | 7. Etappe  | 2. Kategorie | Joan Horrach       | Süd      |
| 2023 | 13. Etappe | 3. Kategorie | Romain Bardet      | Süd*     |

* Start in Formigal